# Odo al II-lea de Blois
Odo al II-lea (în limba franceză: Eudes le Champenois) (n. 983 – d. 15 noiembrie 1037) a fost conte de Blois, Chartres, Châteaudun, Beauvais și Tours de la 1004 și conte de Troyes (ca Odo al IV-lea) și de Meaux (ca Odo I) de la 1022 până la moarte.

## Viața
Odo era fiul contelui Odo I de Blois cu Bertha de Burgundia.  
El a fost primul care a unit comitatele de Blois și Champagne sub o singură autoritate, deși domnia sa a fost petrecută în nesfârșite confruntări feudale cu vecinii și suzeranii săi, multe dintre posesunile cărora el căutând să le anexeze.
În 1003 sau 1004, Odo s-a căsătorit cu Matilda, fiică a ducelui Richard I de Normandia. După moartea acesteia din 1005 și dat fiind că mariajul nu a produs urmași, noul duce de Normandia, Richard al II-lea a solicitat returnarea dotei Matildei, anume jumătate din comitatul de Dreux. Odo a refuzat, drept pentru între cei doi a izbucnit conflictul. În cele din urmă, regele Robert al II-lea al Franței, care se căsătorise cu mama lui Odo, și-a impus arbitrajul asupra celor doi contestatari în 1007, lăsându-i lui Odo posesiunea asupra castelului Dreux, în timp ce lui Richard al II-lea i-au rămas celelalte posesiuni. Odo s-a căsătorit curând pentru a doua oară, cu Ermengarda, fiică a lui Robert I de Auvergne.
Înfrânt de către contele Fulc 'Nerra' de Anjou și Herbert I de Maine în bătălia de la Pontlevoy din iulie 1016, Odo a încercat imediat să invadeze Touraine. După moartea vărului său Ștefan I de Troyes din 1119/1120 fără a avea moștenitori, Odo a preluat Troyes, Meaux și întreaga Champagne pentru sine, fără a mai avea aprobarea regală. De acolo, el a atacat pe Ebles, arhiepiscopul de Reims, și pe ducele Theodoric I de Lorena. Ca urmare a unei alianțe între rege și împăratul Henric al II-lea, Odo a fost silit să abandoneze comitatul de Rheims în favoarea arhiepiscopului.
Lui Odo i s-a oferit coroana regală a Italiei de către baronii lombarzi, însă oferta a fost curând retrasă pentru a nu fi periclitate relațiile cu regele Franței. În 1032, Odo a invadat Regatul Burgundia, la moartea regelui Rudolf al III-lea. El a trebuit să se retragă în fața coaliției dintre împăratul Conrad al II-lea și noul rege al Franței, Henric I. El a murit în luptă în apropiere de Bar-le-Duc în timpul unui alt atac asupra Lorenei,

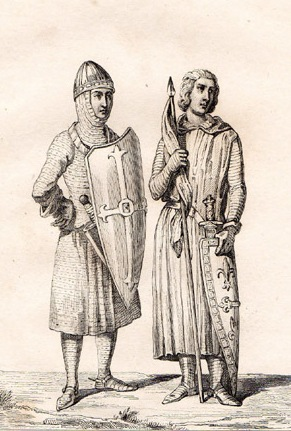
Odo al II-lea de Blois și Elias I de Maine

 fiind înfrânt categoric de către ducele Gothelo I de Lorena.

## Urmași
Cu cea de a doua sa soție, Ermengarda de Auvergne, Odo a avut trei copii:
1. Theobald, care a moștenit comitatul de Blois și cea mai mare parte dintre celelalte posesiuni.[1]
2. Ștefan, care a succedat în comitatele de Meaux și Troyes în Champagne.[1]
3. Bertha, care s-a căsătorit prima oară cu ducele Alan al III-lea de Bretania, iar a doua oară cu contele Ugo al IV-lea de Maine[1][6]